# Dirty Picture
Dirty Picture är en låt av den engelska sångaren Taio Cruz. Den utgavs som den andra singeln från albumet Rokstarr den 5 april 2010. Låten skrevs och producerades av Cruz och Fraser T. Smith. Cruz ville först att de kvinnliga rösterna i låten skulle sjungas av Lady Gaga, men valde Kesha efter tips om hennes unika röst från Dr. Luke. Låten handlar om att skicka en sexig bild när man saknar sin partner.
Låten mottogs av positiva recensioner. Cruz och Keshas samarbete och röster möttes positivt och den simpla, fåniga, men effektiva låttexten möttes också positivt. "Dirty Picture" nådde topp tio i Irland och Storbritannien. Den nådde också topp fyrtio i Europa, Australien och Nya Zeeland.

## Skrivande och komposition
"Dirty Picture" skrevs och producerades av Taio Cruz och Fraser T. Smith. Cruz ville först att de kvinnliga rösterna i låten skulle sjungas av Lady Gaga, men valde Kesha efter tips om hennes unika röst från Dr. Luke. När Cruz samarbetade med Kesha förklarade han varför han gick med på att arbeta med henne: "Hon hade inte gjort 'Tik Tok' eller något annat vid den tidpunkten, [...] Jag tyckte bara att hon lät väldigt cool. En väldigt unik röst. I en intervju med MTV, sa Cruz: "Hon såg väldigt sexig ut och jag tyckte bara att hon var talangfull. Hennes röst var fantastisk. Den är på något sätt joddel-aktig. Jag bara älskade den egenskapen."
"Dirty Picture" är en dominant dans-poplåt i upptakt och börjar med "technotaktslag". Låten innehåller syntar och refrängen har blivit kallad "trancig" och påminnande av Benny Benassis låt "Satisfaction". Cruz förklarade till MTV att "låten handlar faktiskt om att skicka sexiga bilder till sin partner, om man saknar varandra och inte kan se varandra. Man är långt ifrån varandra och skickar bilder för att påminna varandra om hur sexig man är."

## Mottagande
Fraser McAlpine från BBC sade att även om låttexten är fånig och grov "är det inga dåliga saker." McAlpine hyllade Kesha och Cruz röster i låten, "den skärande sammanstötningen mellan Taios superlugna gentlemanimage och Keshas slafsiga, fulla nonsens är uppriktigt fascinerande. Låten ändras faktiskt som till en annan låt beroende på vem som håller i mikrofonen." Sara Anderson från AOL Radio skrev en positiv recension om låten. Hon skrev, "Taio ber melodiskt sin musa att ta några, eh, riskiga bilder för honom innan han övergår till en talande röst med hjälp av partydrottning Kesha."
Robert Copsey från Digital Spy gav låten tre av fem stjärnor. Copsey tyckte att Kesha tog över låten och sa: "Cruz röst glider över verserna. Hans delikata ton misslyckas att bukta den läckra trashiga refrängen. Som tur är når Kesha högre [...] Det är synd att det inte är Keshas version av låten."

## Listframgångar
I Storbritannien debuterade "Dirty Picture" på singellistan som nummer tjugo den 17 april 2010. Efter ett par veckor nådde låten nummer sex. Låten lyckades också nå nummer tre på den brittiska R&B-topplistan. I Australien debuterade låten som nummer trettioett. I dess tredje vecka nådde låten nummer sexton och stannade där i tre veckor. I Nya Zeeland debuterade låten som nummer trettioåtta och steg nästa vecka till tjugoett och började sedan att falla. Låten återvände den 14 juni 2010 som nummer tolv och steg till nummer elva veckan efter.
I USA debuterade "Dirty Picture" som nittiosex på Billboard Hot 100 och tillbringade endast en vecka på listan. I Kanada debuterade låten som nummer fyrtionio, vilket blev dess högsta position.

## Musikvideo
Musikvideon för "Dirty Picture" regisserades av Alex Herron och hade premiär på internet den 24 maj 2010. Videon börjar med att Cruz kör sin bil genom öknen. Han anländer till en fest där alla dricker och skickar snuskiga sms. Cruz tar bilder med olika kvinnor och sjunger karaoke. Sedan syns Kesha ovanpå en toalett medan hon sjunger. Sedan står Cruz vid sin bil ute i öknen och sjunger sina verser. Scenen byts sedan till festen och sedan till Kesha där hon ligger i ett handfat. Videon slutar med att Kesha och Cruz står bredvid varandra och säger till sina partners att skicka de snuskiga bilderna.

## Låtlistor
| - Digital EP 1. "Dirty Picture" (Feat. Kesha) – 3:40 2. "Dirty Picture" (Clean Version) – 3:14 3. "Dirty Picture" (Wizzy Wow Remix) (Feat. Kesha and Scorcher) – 3:45 4. "Dirty Picture" (RedTop Extended Remix) (Feat. Kesha) – 5:23 - The Remixes - EP 1. "Dirty Picture" Remix (Feat. Kesha and Fabolous) – 3:41 2. "Dirty Picture" (Wizzy Wow Remix) (Feat. Kesha and Scorcher) – 3:45 3. "Dirty Picture" (RedTop Extended Remix) (Feat. Kesha) – 5:23 4. "Dirty Picture" (Paul Thomas Remix) (Feat. Kesha) – 3:37 | - The Remixes - EP 1. "Dirty Picture" (Dave Audé Radio) (Feat. Kesha) – 3:53 2. "Dirty Picture" (Jason Nevins Radio Edit) (Feat. Kesha) – 3:34 3. "Dirty Picture" (Dave Audé Club) (Feat. Kesha) – 7:54 4. "Dirty Picture" (Jason Nevins Club) (Feat. Kesha) – 6:54 5. "Dirty Picture" (Jump Smokers Extended Mix) (Feat. Kesha) – 5:13 6. "Dirty Picture" (Dave Audé Dub) (Feat. Kesha) – 6:10 7. "Dirty Picture" (Jason Nevins Dubstramental) (Feat. Kesha) – 6:54 8. "Dirty Picture" (Jump Smokers Instrumental) (Feat. Kesha) – 4:21 |

## Topplistor
| Topplista (2010)      | Högsta position |
| --------------------- | --------------- |
| Australien            | 16              |
| Europa                | 25              |
| Irland                | 10              |
| Kanada                | 49              |
| Nya Zeeland           | 11              |
| Storbritannien        | 6               |
| Storbritannien (R&B)  | 3               |
| USA Billboard Hot 100 | 96              |

## Utgivningshistorik
| Land           | Datum             | Format              |
| -------------- | ----------------- | ------------------- |
| Australien     | 5 april 2010      | Digital nedladdning |
| Storbritannien | 3 maj 2010        | Digital nedladdning |
| Kanada         | 14 september 2010 | Digital nedladdning |